# 准费米能级
準費米能級用來指量子力學，尤其是固體物理學中，在非平衡狀態下，電子對導帶和價帶的填充形成的費米能級。非平衡狀態可能是外加電壓，或者被能量大於能帶寬的光照射，這會導致電子在導帶和價帶中的填充發生變化。這時導帶和價帶會分別有各自處於平衡的電子填充水準，即使它們之間並不是平衡的。這時，載子濃度不再能被一個單一的費米能級所描述，但可以用分別的準費米能級來描述導帶和價帶。

## PN接面中的準費米能階
PN接面的能帶圖和準費米能階如下圖中左圖所示。當偏壓為0時，電子和電洞的準費米能階重合。
隨著正偏壓增加，p型半導體的價帶能量越來越低，電洞的準費米能階也被拉低，電子和電洞的準費米能階分離越來越大。

正向偏壓下的PN階面。在p端與n端均摻雜1e^{15}/cm^{3}。左圖中紅色虛線為準費米能階，隨著偏壓加大電子和電洞的準費米能階分離越來越多。